# Batalla de Beicang
La Batalla de Beicang conocida también como la Batalla de Peitsang, se libró el 5 de agosto de 1900 durante la Rebelión de los Bóxers, entre la Alianza de las Ocho Naciones y el ejército chino. El ejército chino se vio obligado a salir de sus atrincheramientos preparados y se retiró a Yangcun. El contingente japonés dirigió el ataque de la Alianza; con contingentes también presentes de Rusia, Gran Bretaña, América y Francia.

## Antecedentes
La Rebelión de los Bóxers fue un levantamiento antiimperialista, antiextranjero y anticristiano en China en 1899. El trasfondo inmediato del levantamiento incluyó una severa sequía y la interrupción por el crecimiento de las esferas de influencia extranjeras después de la guerra sino-japonesa de 1895. Después de varios meses de creciente violencia y asesinatos en Shandong y la llanura del norte de China contra la presencia extranjera y cristiana en junio de 1900, los combatientes bóxer, convencidos de que eran invulnerables a las armas extranjeras, convergieron en Beijing con el lema «Apoyar al gobierno Qing y exterminar a los extranjeros». La emperatriz viuda china Cixí apoyó a los bóxers y el 21 de junio emitió un Decreto Imperial declarando la guerra a las potencias extranjeras. Diplomáticos, civiles extranjeros, soldados y cristianos chinos buscaron refugio en el Barrio de la Legación donde fueron asediados.
El 4 de agosto de 1900, los soldados de la Alianza de las Ocho Naciones abandonaron la ciudad de Tianjin para marchar hacia Beijing con el fin de aliviar el asedio. La fuerza consistía en aproximadamente 20 000 soldados, con contingentes de: Japón, 10 000; Rusia, 4000; Gran Bretaña, 3000; Estados Unidos, 2000; Francia, 800; Alemania, 200; y Austria e Italia, 100. El reconocimiento indicó que las fuerzas chinas estaban atrincheradas en Beicang, a seis millas de Tianjin, a ambos lados del río Hai. Los estadounidenses, británicos y japoneses avanzaron en el lado oeste del río y los rusos y franceses en el este. Los ejércitos vivacaron la noche del 4/5 de agosto cerca del fuerte de Xigu. El plan de la Alianza era que los japoneses, apoyados por los británicos y los estadounidenses, giraran el flanco derecho de las líneas chinas y que los rusos y franceses giraran el flanco izquierdo en el lado opuesto del río Hay. La fuerza china, estimada entre 8000 y 12 000, se posicionó detrás de varias líneas de movimientos de tierra bien construidos con aproximadamente 26 piezas de artillería en posiciones clave. Era, según los relatos contemporáneos, «una posición formidable para atacar».

## Batalla
A las 3:00 a. m. los japoneses lanzaron el ataque capturando una batería de artillería en el extremo derecho de las líneas chinas. Luego avanzaron por el flanco de las posiciones chinas. Al amanecer comenzó un duelo de artillería entre japoneses y chinos que duró aproximadamente media hora. Durante el bombardeo de artillería, un regimiento japonés avanzó y lanzó un asalto directo a las posiciones chinas cerca del río, avanzando en orden cercano a través de campos de mijo y maíz con un aluvión de fuego desde las trincheras chinas que se derramaban sobre ellos. Los japoneses habían solicitado ayuda a la caballería británica para el asalto, pero esto no llegó, por lo que los japoneses siguieron adelante solos. Los japoneses sufrieron grandes bajas, pero obligaron a los chinos a salir de sus atrincheramientos y a una retirada apresurada.
En la orilla este del río Hai, los rusos y los franceses no pudieron sortear el flanco chino debido al terreno inundado. Sin embargo, la victoria japonesa en Cisjordania obligó a los chinos a retirarse, lo que hicieron en buen orden. Los chinos preservaron la mayor parte de su artillería retirándola al principio de la batalla, una acción que, según un informe del Departamento de Guerra de los Estados Unidos, «debe haber predispuesto al resto de su ejército a su pronta retirada».
Alrededor de 50 chinos murieron en la batalla. Casi todas las bajas de la Alianza fueron japonesas, ascendiendo a 60 muertos y 240 heridos. Algunas bajas británicas y rusas fueron causadas por el fuego de artillería chino. Los estadounidenses nunca se comprometieron, no encontraron su camino al campo de batalla hasta que la acción terminó. Los médicos estadounidenses trataron a las bajas japonesas.

## Consecuencias
La batalla había terminado a las 9:00 a. m. La persecución del ejército chino se vio obstaculizada por los chinos que atravesaron las orillas del río para inundar las tierras bajas circundantes. El ejército de la Alianza vivacó en Beicang y su tren de suministros de Tianjin llegó durante el día. La primera batalla durante la marcha a Beijing había sido una victoria relativamente fácil, aunque costosa en bajas para los japoneses. Los chinos ahora esperaban a la Alianza en fuertes posiciones defensivas en Yangcun.
La evaluación de un participante en la Batalla de Beicang fue que las «tropas chinas recibieron un golpe del que nunca se recuperaron. Siempre ofrecieron resistencia decidida».